# Armée de l'air tunisienne
L'Armée de l'air tunisienne est l'une des branches de l'armée tunisienne. Elle est fondée en 1959 par le lieutenant-colonel Mohamed Habib Essoussi, qu'il commande en tant que chef d’état-major, trois ans après que la Tunisie regagne son indépendance de la France.

## Histoire
Elle prend livraison de ses premiers avions, huit Saab 91 Safir provenant de Suède, en 1960, complétés par sept autres Safirs. L'Armée de l'air entre dans l'ère du jet en 1965, avec l'achat de huit Aermacchi MB-326B, complétés par cinq MB-326LT, des avions d'entraînement biplaces italiens. Elle reçoit ensuite quinze F-86F Sabre de l'USAF en 1969.
En 1974, douze SF.260 Warriors et neuf SF.260C sont livrés en remplacement des Safirs pour l'entraînement de base. En 1977-1978, huit Aermacchi MB-326KT (version monoplace) sont fournis pour les besoins d'attaque légers. En 1981, la Tunisie commande douze Northrop F-5 Tiger II américains (8 F-5E et 4 F-5F), livrés en 1984-1985, plus tard complétés par cinq F-5E provenant des surplus de l'USAF. En 1985 a lieu une commande pour deux C-130H Hercules. En 1995, l'Armée de l'air acquiert douze L-59T et trois Let L-410UVP tchèques. En 1997, cinq C-130B des surplus américains sont livrés.
Au premier trimestre 2010, l'Armée de l'air fait l'acquisition de deux Lockheed C-130J Super Hercules. En avril 2013, Lockheed Martin livre à la Tunisie le premier d'entre eux, marquant la première livraison de ce type d'aéronef à un pays africain ; le deuxième appareil est livré en décembre 2014.
En décembre 2015, on annonce que douze Northrop F-5 seront modernisés d'ici fin 2018 pour 32 millions de dollars. En 2016, des UH-60 Black Hawk sont livrés. Le 3 mai 2016, la vente de 24 hélicoptères de combat OH-58D Kiowa d'occasion pour un coût estimé à 100,8 millions de dollars est annoncée. Le 16 juin 2025, on annonce un contrat pour douze hélicoptères Subaru Bell 412EPX pour 102 millions de dollars.

## Bases
L'Armée de l'air dispose de quatre bases principales — Bizerte-Sidi Ahmed, Bizerte-La Karouba, Gafsa et Sfax - Thyna — ainsi que de la base aérienne de l'Aouina dans la banlieue nord de Tunis, l'aérodrome de l'École de l'aviation de Borj El Amri et celle de Gabès.

## Organisation
L'ordre de bataille de l'Armée de l'air tunisienne est le suivant, : 

### Tunis-Aouina

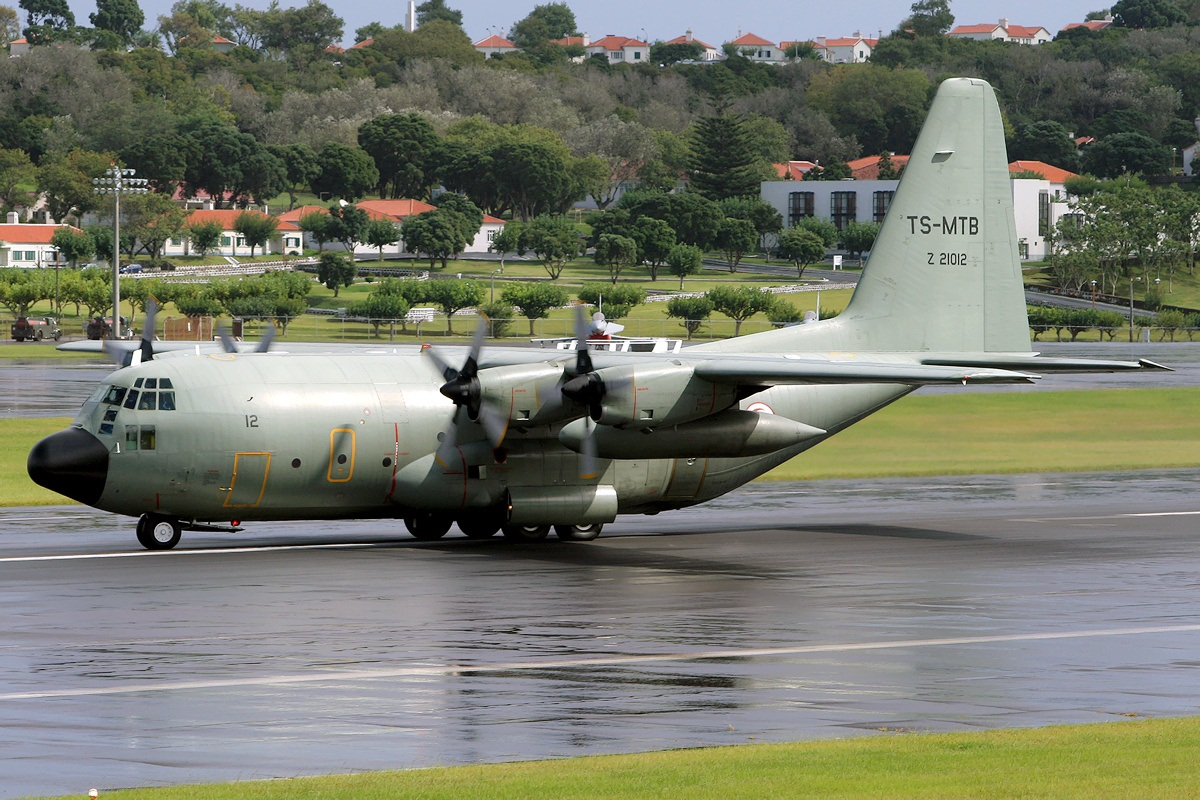
Lockheed C-130H Hercules de l'Armée de l'air tunisienne.

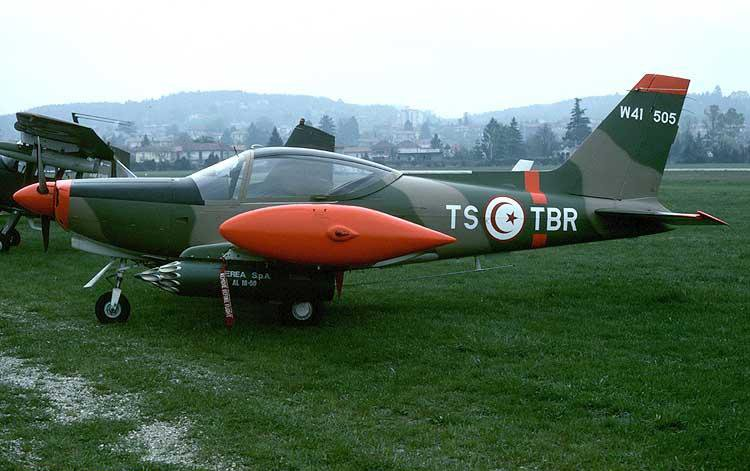
SF.260 de l'Armée de l'air tunisienne.

- Escadre 12 : transport (Let L-410 Turbolet)[réf. nécessaire]

### Bizerte-Sidi Ahmed
- Escadron 11 : avions d'entraînement (Aermacchi MB-326)
- Escadron 15 : avions de chasse (Northrop F-5 Tiger)
- Escadron 21 : transport (Lockheed C-130 Hercules, Aeritalia G.222 et Aermacchi S.208)

### Bizerte-La Karouba
- Escadre 31 : hélicoptères (SA.319 Alouette III, Bell 205 et Bell UH-1 Iroquois)
- Escadre 32[12] : hélicoptères (SA.318 Alouette II, Eurocopter AS350 Écureuil, Bell 205 et Bell UH-1 Iroquois)
- Escadre 33 : hélicoptères (AS365 Dauphin et Eurocopter AS355 Écureuil 2)
- Escadre 36 : hélicoptères (Sikorsky SH-3 Sea King)

### Gafsa
- Escadre 16 : avions d'entraînement (Aero L-59 Albatros)
- Escadre ? : hélicoptères (Bell 205 et Bell UH-1 Iroquois)

### Sfax-Thyna
- Escadre 13 : utilitaires et liaison (SIAI Marchetti SF.260)
- Escadre 14 : utilitaires et liaison (SIAI Marchetti SF.260)
- Escadre 31 : hélicoptères (Bell 205 et Eurocopter AS350 Écureuil)

## Équipement
Les appareils en service en 2016 sont les suivants :
| Aéronefs                        | Origine         | Type                                       | Versions                     | En service      | Notes                                                                            |                 |
| Avion de chasse                 | Avion de chasse | Avion de chasse                            | Avion de chasse              | Avion de chasse | Avion de chasse                                                                  | Avion de chasse |
| ------------------------------- | --------------- | ------------------------------------------ | ---------------------------- | --------------- | -------------------------------------------------------------------------------- | --------------- |
| Northrop F-5 Tiger II           | États-Unis      | Avion de chasse                            | F-5EF-5F                     | 92              | 2 perdus lors d'un crash, respectivement le 17 octobre 2018 et le 6 octobre 2020 |                 |
| Aermacchi MB-326                | Italie          | Avion d'attaque au sol                     | MB-326K                      | 3               |                                                                                  |                 |
| Avion de transport              |                 |                                            |                              |                 |                                                                                  |                 |
| Lockheed C-130 Hercules         | États-Unis      | Avion de transport                         | C-130BC-130H                 | 51              | 8 C-130B et 5 C-130H livré à partir de 1985.                                     |                 |
| Lockheed C-130J Super Hercules  | États-Unis      | Avion de transport                         | C-130J-30                    | 2               | Livraison à partir de janvier 2013                                               |                 |
| Aeritalia G.222                 | Italie          | Avion de transport                         | G.222                        | 5               |                                                                                  |                 |
| Let L-410 Turbolet              | Tchécoslovaquie | Avion de transport                         | L-410UVP-E                   | 3               |                                                                                  |                 |
| Cessna 208 Caravan              | États-Unis      | Avion de transport                         | S-208A                       | 2               |                                                                                  |                 |
| Avion d'entraînement            |                 |                                            |                              |                 |                                                                                  |                 |
| Aero L-39 Albatros              | Tchécoslovaquie | Avion d'entraînement avancé                | L-59T                        | 9               |                                                                                  |                 |
| Aermacchi MB-326                | Italie          | Avion d'entraînement                       | MB-326BMB-326L               | 43              |                                                                                  |                 |
| SIAI Marchetti SF.260           | Italie          | Avion d'entraînement                       | SF.260                       | 14              |                                                                                  |                 |
| Beechcraft T-6 Texan II         | États-Unis      | Avion d'entraînement                       | T-6C                         | -               | 12 en commande                                                                   |                 |
| Hélicoptères                    |                 |                                            |                              |                 |                                                                                  |                 |
| SNCASE SE.3130 Alouette II      | France          | Hélicoptère d'entraînement                 | SA.313                       | 6               |                                                                                  |                 |
| Sud-Aviation SA316 Alouette III | France          | Hélicoptère d'entraînement                 | SA.316                       | 3               |                                                                                  |                 |
| Sud-Aviation SA365 Dauphin      | France          | Hélicoptère utilitaire                     | AS365                        | 1               |                                                                                  |                 |
| Aérospatiale AS350 Écureuil     | France          | Hélicoptère utilitaire                     | AS350B                       | 6               |                                                                                  |                 |
| Bell 205                        | États-Unis      | Hélicoptère d'entraînement et de transport | AB-205                       | 15              |                                                                                  |                 |
| Bell UH-1 Iroquois              | États-Unis      | Hélicoptère utilitaire                     | UH-1H IroquoisUH-1N Iroquois | 102             |                                                                                  |                 |
| Sikorsky S-61                   | États-Unis      | Hélicoptère utilitaire                     | HH-3E                        | 11              |                                                                                  |                 |
| Sikorsky UH-60 Black Hawk       | États-Unis      | Hélicoptère utilitaire et d'attaque        | UH-60Ms                      | 8               |                                                                                  |                 |
| Bell OH-58 Kiowa                | États-Unis      | Hélicoptère d'attaque au sol               | OH-58D                       | 24              |                                                                                  |                 |
| Drones                          |                 |                                            |                              |                 |                                                                                  |                 |
| TAI Anka                        | Turquie         | Drone MALE                                 | Anka-S                       | 6               | Opérationnel                                                                     |                 |